# Allium chrysanthum
Allium chrysanthum — вид рослин з родини амарилісових (Amaryllidaceae); поширений у Західних Гімалаях, Тибеті, Ганьсу, Хубей, Цинхай, Шеньсі, Сичуань, Юньнань (Китай).

## Опис
Цибулина від яйцюватої до вузько-яйцювато-циліндричної, діаметром 0.5–1(1.5) см; оболонка від червоно-коричневої до коричневої. Листки коротші від стеблини, 1.5–4 мм завширшки, циліндричні. Стеблина 20–50 см, циліндрична, вкрита листовими піхвами лише в основі. Зонтик кулястий, щільно багато квітковий. Оцвітина від жовтої до блідо-жовтої; сегменти яйцювато-довгасті, 5–6.5 × 2–3 мм, внутрішні приблизно трохи довші від зовнішніх.

## Поширення
Поширення: Західні Гімалаї, Тибет, Ганьсу, Хубей, Цинхай, Шеньсі, Сичуань, Юньнань (Китай).
Населяє схили й рівнини.